# Can’t Leave’Em Alone
Can’t Leave’Em Alone – singel piosenkarki Ciary z gościnnym udziałem amerykańskiego rapera 50 Cent.

## Lista utworów
U.S. CD single
1. "Can’t Leave 'Em Alone" (featuring 50 Cent) [album version] – 4:06
2. "Can’t Leave 'Em Alone" [instrumental] – 4:04